# エンジェル (アレサ・フランクリンの曲)
「エンジェル」(Angel)は、アメリカの歌手アレサ・フランクリンが1973年に発表したソウルバラード。作曲は、アレサの妹キャロリンとソニー・サンダース。アレサはクインシー・ジョーンズと共同プロデュースし、アルバム『ヘイ！ナウ・ヘイ！』に収録。 1973年6月にシングルリリースされ、2週間にわたって米国のR＆Bシングルチャートでトップになり、ポップチャートで20位を記録 。シングルは90万枚以上を売り上げた。
アトランティック・レコードでジェリー・ウェクスラー、アリフ・マーディン、トム・ダウド以外のプロデュースで出す初めてのシングル。

## クレジット
- アレサ・フランクリン - リード・ヴォーカル、バック・ヴォーカル
- キャロリン・フランクリン、アーマ・フランクリン - バック・ヴォーカル
- クインシー・ジョーンズ、アレサ・フランクリン - プロデュース、アレンジ

## カヴァー・バージョン

### シンプリー・レッドによるカヴァー
イギリスのポップ・ブルーアイドソウルバンド シンプリー・レッドは、『グレイテスト・ヒッツ』（1996年）に「エンジェル」をカヴァー収録。 1996年10月28日にアルバム唯一のシングルとしてリリースされ、イギリスで4位になった。この曲は『Set It Off』サウンドトラックにも収録。シンプリーレッドはトップ・オブ・ザ・ポップスで演奏し、MTVアワードでフージーズと共演した。

### トラックリスト
| #  | タイトル                               | 作詞 | 作曲・編曲 | 時間 |
| -- | -------------------------------------- | ---- | ---------- | ---- |
| 1. | 「Angel」(Mousse T. Soul Mix)          |      |            | 4:06 |
| 2. | 「Angel」(Mousse T. Soul Instrumental) |      |            | 4:18 |
| 3. | 「Angel」(Rubbadubb Mix)               |      |            | 4:06 |
| 4. | 「Angel」(Mousse T. Club Mix)          |      |            | 6:04 |

| #  | タイトル                      | 作詞 | 作曲・編曲 | 時間 |
| -- | ----------------------------- | ---- | ---------- | ---- |
| 1. | 「Angel」(Simply Red Mix)     |      |            | 4:00 |
| 2. | 「Angel」(Mousse T Soul Mix)  |      |            | 4:06 |
| 3. | 「Angel」(soundtrack version) |      |            | 3:39 |
| 4. | 「Angel」(Wondrous Angel Dub) |      |            | 3:59 |
| 5. | 「Angel」(Rubbadubb Mix)      |      |            | 4:06 |

| #  | タイトル                                                                | 作詞 | 作曲・編曲 | 時間 |
| -- | ----------------------------------------------------------------------- | ---- | ---------- | ---- |
| 1. | 「Angel」(Mousse T Smooth Soul Mix)                                     |      |            | 3:53 |
| 2. | 「Angel」(Simply Red Mix)                                               |      |            | 4:00 |
| 3. | 「Angel」(recorded live at Montreux with Quincy Jones and His Big Band) |      |            | 4:42 |
| 4. | 「Money's Too Tight (to Mention)」(edited disco vocal)                  |      |            | 4:56 |

## カバー
- ココモ - 『ココモ』（1975年）。パディ・マクヒューがリードヴォーカル。
- カサンドラ・ウィルソン -  『シー・フー・ウィープス』（1991）
- Christine Anu - 2012年、『リワインド：アレサフランクリンソングブック』
- ブライアン・マックファーデン - 2019年、アルバム『オーティス』に収録。ミーシャ・パリスをフィーチャー。「ダイレクト・ミー」とともに先行シングルとしても発売。